# 德国空军第64直升机联队
德国空军第64直升机联队（德語：Hubschraubergeschwader 64，缩写为）是德国空军的一个航空联队，自2013年7月1日起直接隶属于空军作战指挥部管辖，驻地位于乌尔姆南部的劳普海姆陆军机场。这是德国空军唯一的直升机联队。其第二基地设在莱比锡东北部的霍尔茨多夫空军基地，有空运大队入驻于此。
在德国联邦国防军重组的框架下，作为“直升机能力转移”的一部分，该部队共持有60架接管自陆军航空兵的CH-53G运输直升机。

## 历史

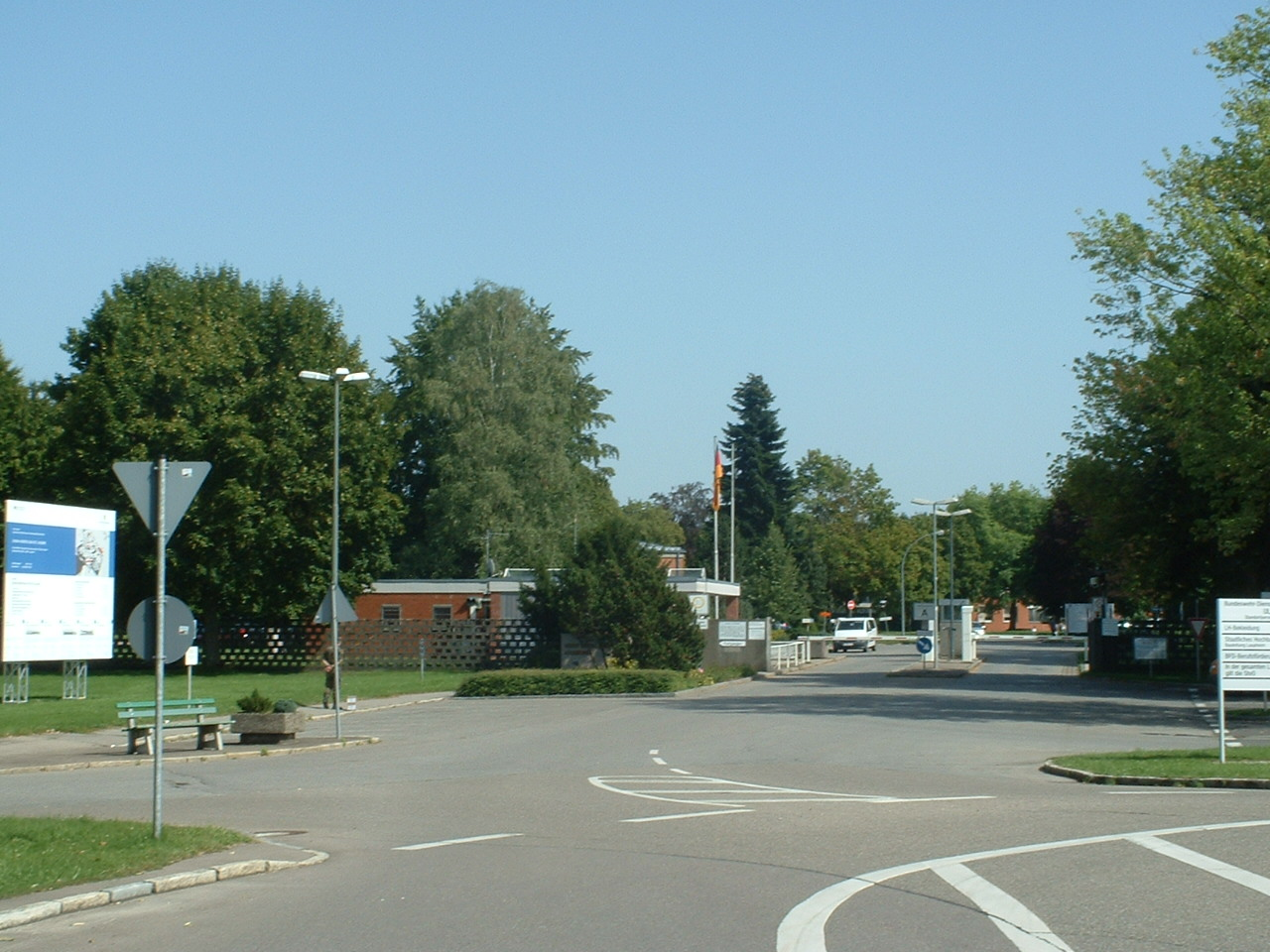
劳普海姆陆军机场

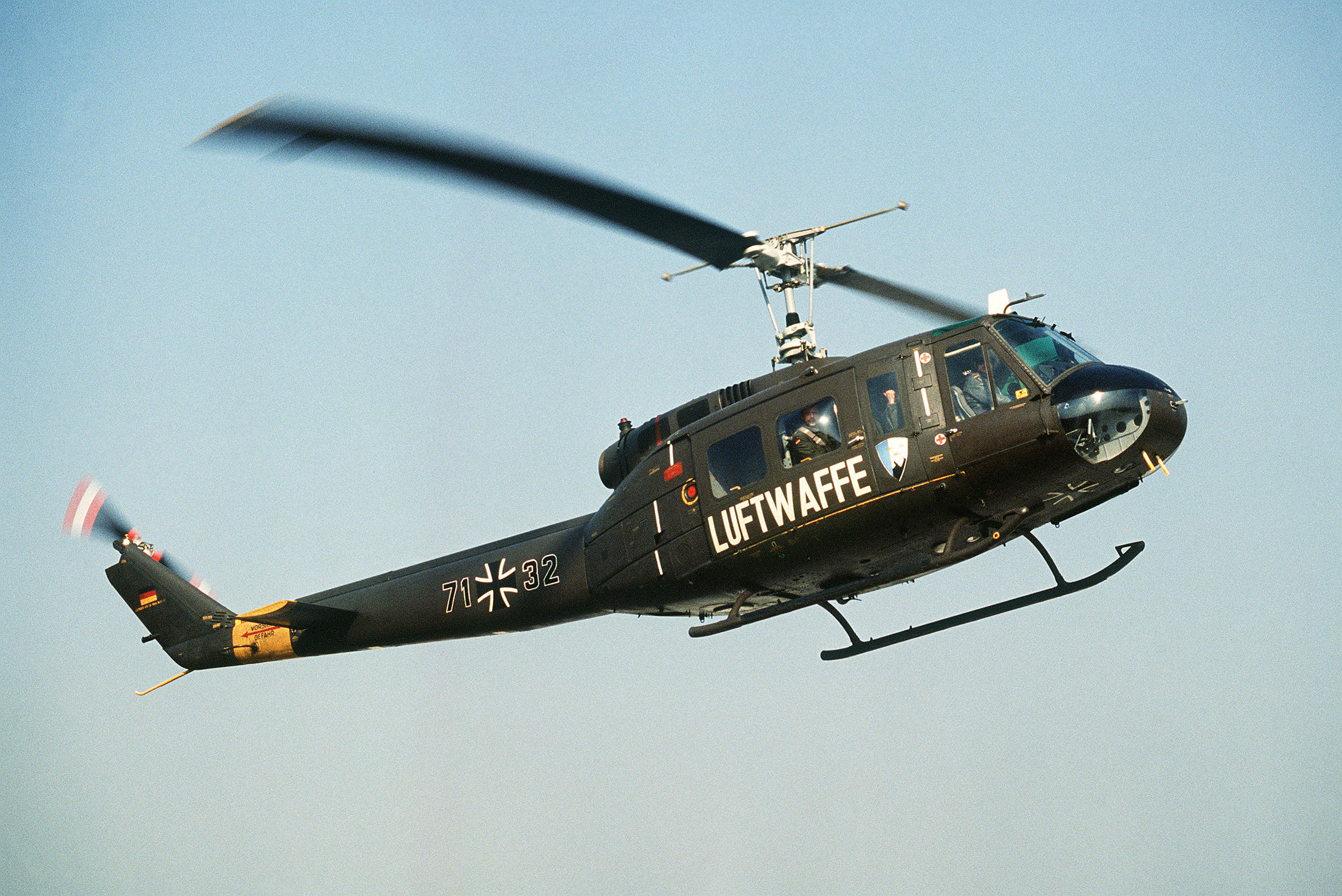
贝尔UH-1D

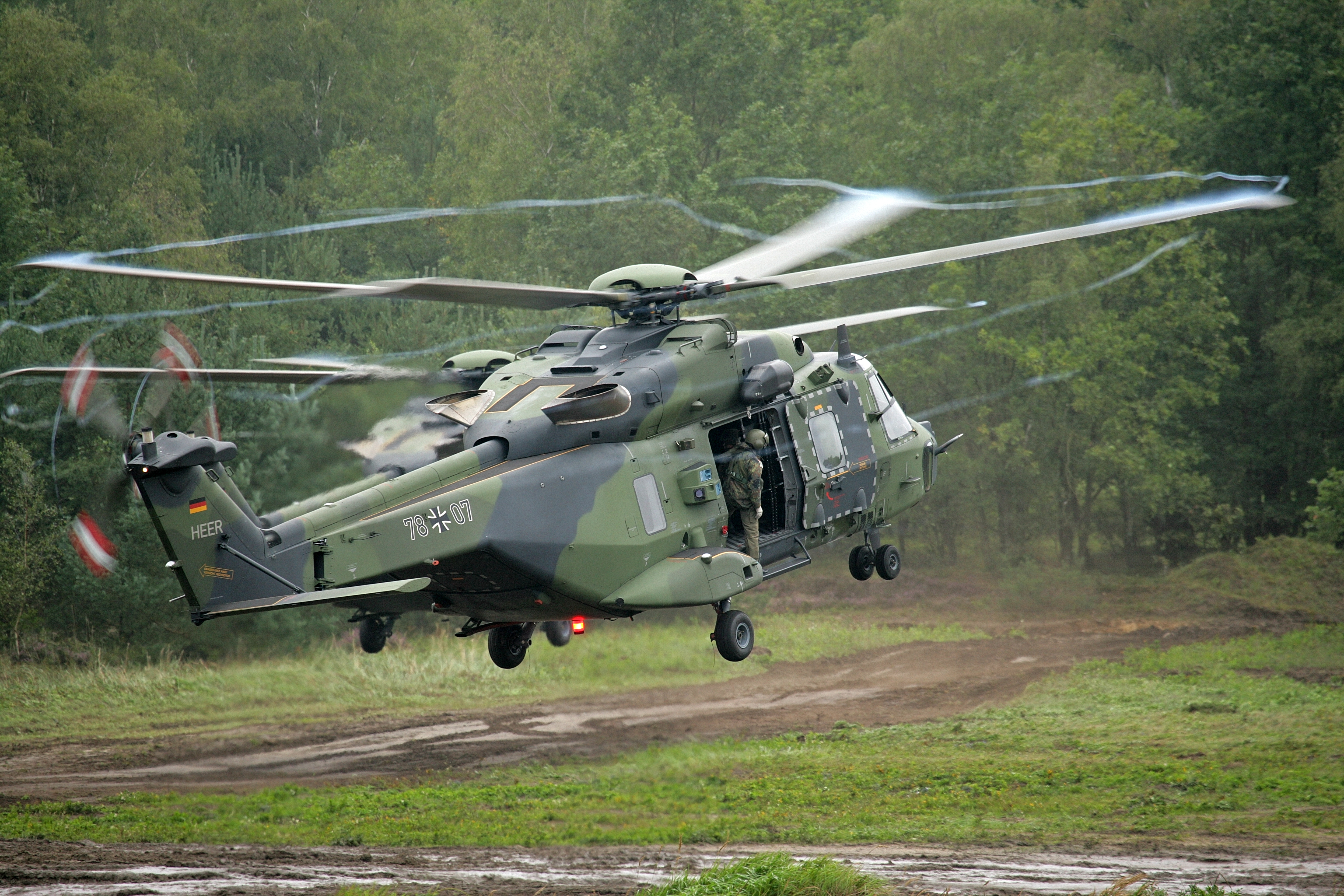
NH90

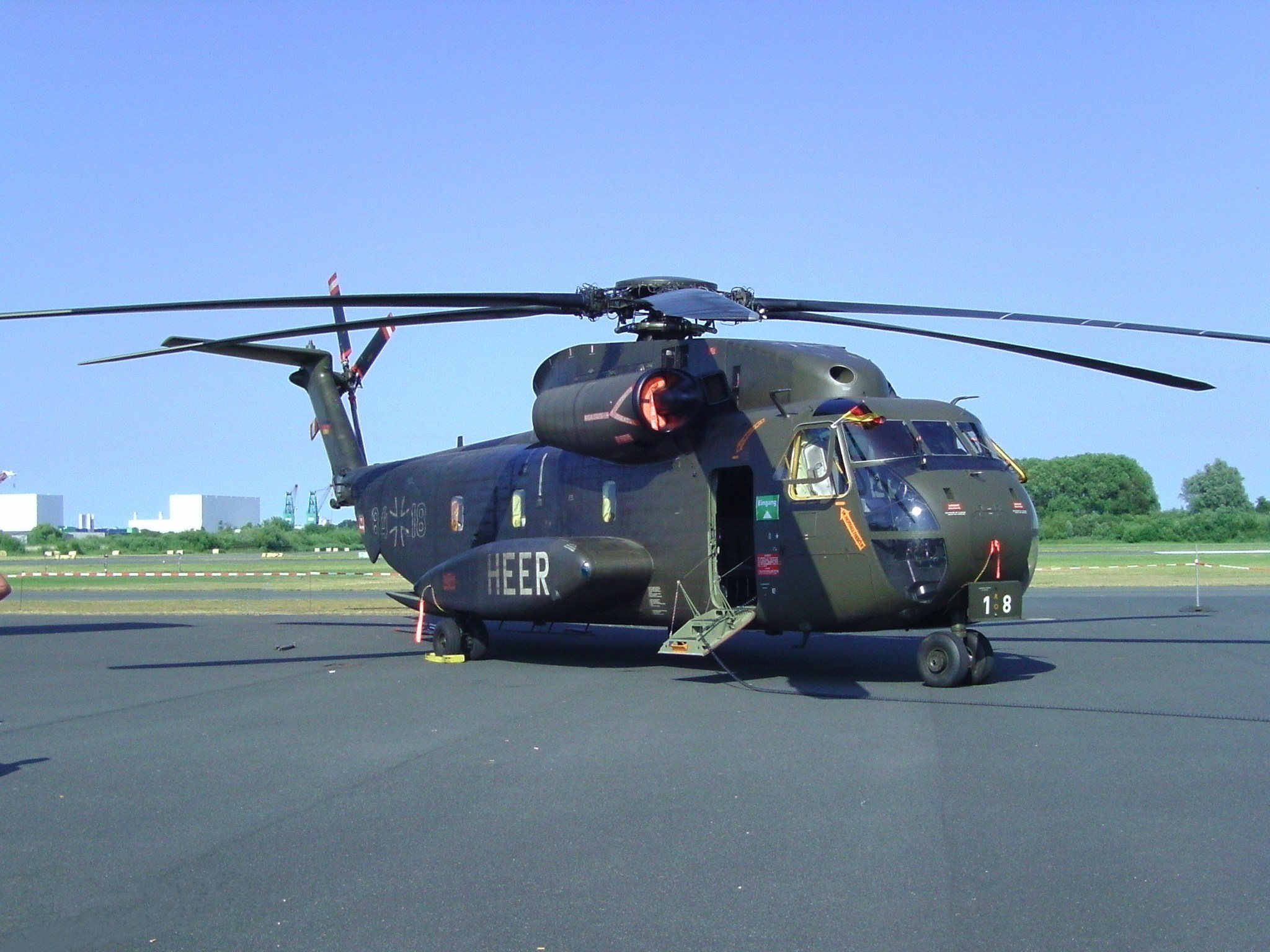
西科斯基CH-53G

最早的第64联队是组建于1966年的第64直升机运输联队。在该联队于1994年4月解散后，其人员及物资被德国空军的其它运输联队所吸收。当中的一些被转移至霍尔茨多夫空军基地，并被纳入第62空运联队的指挥架构。
2010年10月1日，第62联队的直升机部分又从所属的空运大队中分离出来，重组为新的第64直升机联队，其队徽便是根据前第64直升机运输联队的徽章稍作修改而成。在2013年1月1日前，该联队主要装备有UH-1D直升机，直到它被NH90所取代。首架NH90于2010年10月21日在霍尔茨多夫交付。在联队于2010年投入运营期间，共有3架NH90装备该联队，至2011年又公布有另外6架入编。然而至2011年9月，仅有3架NH90是处于可用状态。最终的交付直至2012年10月才完成。
尽管德国陆军航空兵的直升机部队已被部署于各种境外的军事任务，主要表现为参与在科索沃的驻科索沃联军和在阿富汗的驻阿富汗联军，但第64联队在2013年以前都没有被纳入德国以外的行动中。然而，早在2010年9月30日，即联队实际组建的前一日，第64联队的官兵便已开始参与到遏制黑埃爾斯特河洪水蔓延的救灾任务中，并在此期间累计飞行达171小时。
2011年10月，德国联邦国防部宣布将对德国的武装部队进行重组。其中在“直升机能力转移”计划中，第64联队在2013年底至2014年初将其装备的NH90及UH-1D全数移交至陆军航空兵，作为回报，它们接收了原驻扎在劳普海姆的第25中型运输直升机团的西科斯基CH-53GA/GE/GS直升机和大部分官兵。与此同时，第64联队的队部和主要部分均转移至劳普海姆，而霍尔茨多夫基地此前的其它功能则被降格为大队编制。
该联队的直升机在2013年欧洲洪水肆虐期间也提供了后勤保障。共有7架直升机受命用于执行加固堤坝、对决堤进行截流、以及疏散人群的任务。霍尔茨多夫空军基地则被用作所有空中救援的枢纽，并对在易北河、萨勒河、穆尔德河、黑埃斯特尔河、白埃斯特尔河、以及邻近比特费尔德和费希贝克的救灾行动提供支援。
从2015年底至2017年中期，第64联队将会接收15架EC645直升机。它们均由特种部队指挥部提供。

## 任务
第64联队的任务是以直升机执行对人员和物资的运输，以及对德国空军的直升机飞行员进行培训和进修。国家性质的搜索及拯救任务现在由陆军航空兵负责，第64联队则具备了战斗搜索与拯救的能力。以使用NH90直升机为基础执行的前线空中医疗后送（Forward Air MedEvac, FAM）也由第64联队在霍尔茨多夫创建。此外，第64联队的任务还包括对联邦国防军的特种部队提供直接战术支援。对此任务将对机组人员进行经专门的挑选和培训。

## 战术划分
第64直升机联队直接隶属于驻科隆-瓦恩的空军作战指挥部管辖。但与其它的运输联队不同，第64联队并不接受欧洲空运指挥部的作战指挥。
随着结构的重组和下属机构的变更，第64联队的划分如下：
- 联队队部（Stab HSG 64）
- 飞行大队（FlgGrp HSG 64）
  - 第1飞行中队（1.FlgStff HSG 64）
  - 第2飞行中队（2.FlgStff HSG 64）
  - 机务中队（FlBtrbStff HSG 64）
- 技术大队（TGrp HSG 64）
  - 维修／电子中队（Inst/EloStff HSG 64）
  - 补给／运输中队（Nsch/TrspStff HSG 64）
  - 保养／武器中队（Wtg/WaStff HSG 64）
- 空运大队（LTGrp HSG 64）
  - 第3飞行中队（3.FlgStff HSG 64）
  - 供应中队（VersStff HSG 64）
  - 机场中队（FlPlStff HSG 64）
  - 技术中队（TStff HSG 64）